# Anna Maria Janer Anglarill
Anna Maria Janer Anglarill, S.F.U. (18. prosince 1800, Cervera – 11. ledna 1885, Talarn) byla španělská římskokatolická řeholnice, zakladatelka a členka kongregace Sester Svaté rodiny z Urgell. Katolická církev ji uctívá jako blahoslavenou.

## Život
Narodila se dne 18. prosince 1800 ve městě Cervera rodičům Josepu Janerovi i Pallésovi a Magině Anglarill i Olivé. Studovala na Real Colegio de Educandras.
V šestnácti letech se rozhodla pro řeholní život a dne 25. ledna 1819 vstoupila do diecézního institutu Sester lásky z Cervery. Pracovala jako zdravotní sestra v nemocnici Castelltort v Cerveře a od roku 1849 také nemocnici řídila. Roku 1833 po vypuknutí první karlistické války byla nemocnice, kde působila, nucena přijmout raněné vojáky. Byla známá pro útěchu, kterou poskytovala pacientům i personálu, zvláště v dobách náporu na nemocnici v podobě raněných vojáků.
Po skončení války roku 1836 musela spolu s ostatními řeholnicemi odejít ze Španělska do exilu do Francie, kde nějaký čas žila v Toulouse a krátce pracovala v tamější nemocnici. Roku 1844 se vrátila do Cervery, kde se však znovu neujala vedení nemocnice. Roku 1857 se na žádost místního biskupa ujala vedení nemocnice v Urgellu.
Zde dne 29. června 1859 založila ženskou řeholní kongregaci Sester Svaté rodiny z Urgell. Do kongregace také sama vstoupila a stala se její generální představenou. Jí založená kongregace se začala rychle rozrůstat. Roku 1883 se vzdala všech funkcí a s řeholní komunitou se usadila v Talarnu.
V Talarnu také dne 11. ledna 1885 zemřela. Její ostatky jsou uchovávány v řeholním domě v Urgelu.

## Úcta
Její beatifikační proces započal roku 2001, čímž obdržela titul služebnice Boží. Dne 3. července 2009 ji papež Benedikt XVI. podepsáním dekretu o jejích hrdinských ctnostech prohlásil za ctihodnou. Dne 10. prosince 2010 byl uznán zázrak na její přímluvu, potřebný pro její blahořečení.
Blahořečena pak byla dne 8. října 2011 v Urgellu. Obřadu předsedal jménem papeže Benedikta XVI. kardinál Angelo Amato.
Její památka je připomínána 11. ledna. Bývá zobrazována v řeholním oděvu.